# Self-Respect Movement

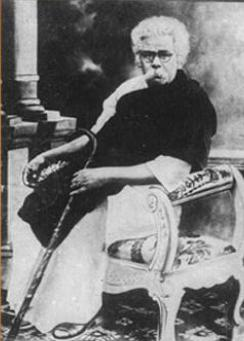
Periyar durant les premières années du Self-Respect Movement.

Le Self-Respect Movement (Mouvement du Respect de Soi; de son nom complet Dravidian Self-Respect Movement) est un mouvement créé en Inde par Periyar E. V. Ramasamy (1879-1973) au milieu des années 1920, pour que les castes défavorisées de la société aient les mêmes droits humains, et pour encourager les membres de ces castes à afficher un respect de soi dans le contexte d'une hiérarchie sociale qui les considère comme la lie de la société. Le mouvement eut un fort retentissement

## Buts
Le mouvement à ses débuts visait cinq objectifs, exprimés de façon lapidaire et négative : « pas de dieu; pas de religion; pas de Gandhi; pas de Congrès; pas de brahmanes. » L'abolition du patriarcat fut d'abord une question accessoire; mais bientôt, les Self-Respect Marriages, explicitement fondés sur une égalité entre les époux, devinrent autant d'occasions importantes de définir le mouvement. Il y avait là trois avantages: c'était une façon de secouer les fondements de la société hindoue (dont les rituels familiaux, conduits par des brahmines, sont une base essentielle), la possibilité de diffuser les idées de Periyar dans les villages, et finalement d'affirmer un idéal essentiel pour Periyar: la priorité à l'argumentation rationnelle et à des échanges francs et sincères entre hommes et femmes. Le premier Self-Respect Marriage eut lieu en 1928 et fut officié par Periyar.

## Importance
Le mouvement eut une immense répercussion, non seulement au Tamil Nadu où il est né, mais aussi outre-mer, dans les pays avec une forte population tamoule, comme la Malaisie et Singapour. Parmi les Indiens de Singapour, des groupes comme l'« Association Tamoule pour la Réforme » (Tamil Reform Association), et des leaders politiques comme Thamizhavel G. Sarangapani  jouèrent un rôle de premier plan pour promouvoir les idées directrices du Self-Respect Movement parmi la population locale, au travers de l'enseignement dans les écoles et de diverses publications.